# Lettonie aux Jeux olympiques d'été de 1924
L'équipe de olympique de Lettonie participe aux Jeux olympiques d'été de 1924 à Paris. Elle n'y remporte aucune médaille. L'athlète Arvīds Ķibilds est le porte-drapeau d'une délégation lettone comptant 36 sportifs (36 hommes).